# Luigi Roni
Luigi Roni (Calomini de Vergemoli, 22 de febrero de 1942 - Lucca,  26 de marzo de 2020), fue un cantante italiano.

## Biografía
Estudió canto en Lucca junto a Adriana Pizzorusso. Hizo su debut como cantante a los 22 años en el Spoleto Festival USA con la ópera Faust, en la que interpretó a Mefistófeles. Sus compañeros de canto incluyeron a Montserrat Caballé, Luciano Pavarotti, Plácido Domingo y José Carreras. Cantó en múltiples salas de ópera, incluidas La Scala, la Ópera del Estado de Viena y la Metropolitan Opera House. En Francia, actuó junto a otros cantantes de ópera en las Chorégies d'Orange y en la Ópera de París. En 2004, Roni fundó el festival de ópera de verano Il Serchio delle muse, celebrado en el valle de Serchio.
El papel final de Roni fue en abril de 2019, cuando interpretó a Simone en Gianni Schicchi en el Teatro Carlo Felice en Génova.

## Muerte
Murió en Lucca,  donde estaba hospitalizado, el 26 de marzo de 2020 a los 78 años debido a la enfermedad COVID-19 causada por el virus del SARS-CoV-2.

## Óperas
- El Barbero de Sevilla (1973)
- Zaira (1976)
- Otello (1976)
- Aida (1977)
- Don Carlos (1978)
- I Lombardi alla prima crociata (1984)
- Don Carlos (1984)
- I previsto Foscari (1988)
- Guillermo Tell (1988)
- La fanciulla del  Oeste (1991)
- Fedora (1993)
- Manon Lescaut (1998)
- Falstaff (2001)
- La traviata (2005)
- Falstaff (2006)
- La traviata (2007)
- La traviata (2012)